# Сражение за высоту «Гамбургер»
Сражение за высоту «Гамбургер» (англ. Battle of Hamburger Hill) — сражение между американской и северовьетнамской армиями в 1969 году во время войны во Вьетнаме, получившее неожиданно большой резонанс в американских политических кругах и в обществе. Некоторые авторы считают это сражение символом бессмысленности Вьетнамской войны.

## Долина А-Шау
К середине 1969 года силы США и Южного Вьетнама уже неоднократно проводили операции в долине Ашау возле лаосской границы. Через эту долину пролегал один из «входов» с «тропы Хо Ши Мина» в Южный Вьетнам, использовавшийся северовьетнамскими войсками для того, чтобы выходить на подступы к Хюэ, одному из крупнейших городов страны. Несмотря на ряд операций, этот район продолжал контролироваться коммунистическими силами. 10 мая 1969 года началась очередная операция «Apache Snow», проводимая силами армии и морской пехоты при поддержке южновьетнамской армии.

## Сражение
На второй день операции 3-я бригада 101-й воздушно-десантной дивизии США подошла к высоте 937 (известной среди местного населения как Ап-Биа или Донг-Ап-Биа), которая, как выяснилось, была занята противником. Первый штурм высоты провалился, встретив сильное вражеское сопротивление. Только потом стало известно, что на высоте находился полк северовьетнамской армии, создавший множество хорошо укреплённых позиций с умелым использованием рельефа местности. Вторая попытка штурма также оказалась неудачной. В дальнейшем один-единственный батальон США практически ежедневно штурмовал занятую вражеским полком высоту, нёс потери и каждый раз был вынужден отступать. Среди американских солдат возрастало недовольство действиями командира дивизии, продолжавшего посылать людей в бессмысленные штурмы не имевшей никакой стратегической ценности высоты. Солдаты назвали её «Гамбургер» за то, что она «пережёвывала» людей, как мясо для гамбургеров. Лишь 20 мая, получив подкрепления, американские силы сумели прорваться на вершину Донг-Ап-Биа и обратить немногих уцелевших защитников в бегство.

## Последствия
Сражение за высоту 937 было далеко не самым кровопролитным или ожесточённым сражением войны во Вьетнаме. Потери сил США за десять дней составили 72 солдата погибшими, 7 пропавшими без вести и 372 ранеными, в то время как на высоте осталось лежать 633 трупа северовьетнамских солдат, а кроме того, по словам трёх захваченных в плен северовьетнамских солдат, некоторое число трупов было унесено в Лаос. Высота 937 действительно не обладала никакой стратегической ценностью, и все атаки на неё были организованы не для захвата самой высоты, а для уничтожения закрепившихся на ней крупных сил противника в рамках стратегии «найти и уничтожить», принятой американским командованием в 1965 году.
Сражение получило известность лишь благодаря репортажу корреспондента Ассошиэйтед-пресс, описавшего усталость и озлобленность американских солдат после многочисленных безуспешных атак. Тема сражения за высоту «Гамбургер» зазвучала в Конгрессе США, где настроенные против войны во Вьетнаме конгрессмены во главе с Эдвардом Кеннеди осудили то, что они назвали бессмысленной тратой американских жизней. Ощущение бессмысленности сражения усилилось в американском обществе после того, как стало известно, что в начале июня американские силы оставили не представлявшую для них ценности высоту 937, а через несколько недель она вновь была занята северовьетнамскими войсками.
27 июня журнал Life опубликовал фотографии 241 американского солдата, погибшего во Вьетнаме от действий противника за одну неделю, в конце мая — начале июня; хотя в этот список попали лишь несколько солдат, погибших на высоте «Гамбургер», многие американцы посчитали, что все погибшие стали жертвами этого бесполезного сражения.
Из-за резкой реакции антивоенных кругов президент Ричард Никсон после сражения за высоту 937 приказал командующему американскими войсками во Вьетнаме генералу К. Абрамсу в дальнейшем избегать сражений с большими потерями и использовать менее агрессивную стратегию. Таким образом, не самое значительное по меркам Вьетнамской войны сражение неожиданно привело к переменам в общей военной стратегии США в этой войне.

## В культуре
- В 1987 году был снят художественный фильм «Высота „Гамбургер“», который обычно называется в числе наиболее известных фильмов о войне во Вьетнаме. Ключевая фраза фильма — «Don’t mean nothin’» («Ничего не значит») — иногда воспринимается как характеристика всей Вьетнамской войны.
- Эпизод 7 «Значение холмов. Вьетнам 1968—1970 года» — Поле боя — Вьетнам / Battleground Vietnam. War in the Jungle (Эдвард Фойерхерд) [2005]
- В кинофильме «Большой Лебовски» 1998 года упоминается в ходе похорон Донни ветераном Вьетнама Уолтером Собчаком: Так прими его, Господи, как принял уже многих молодых ребят у Кесана, Ландока, высоты 364, (англ. In your wisdom, Lord, you took him, as you took so many bright flowering young men at Khe Sanh, at Langdok, at Hill 364.).